# 1892 en Italie
Chronologie de l'Italie
- 1888
- 1889
- 1890
- 1891
- 1892
- 1893
- 1894
- 1895
- 1896

## Événements
- 15 mai : le président du Conseil italien Di Rudini démissionne parce que sa politique financière rencontre des oppositions aussi bien à droite qu’à gauche. Le roi appelle Giovanni Giolitti qui forme le gouvernement[1]. Giolitti demande au roi la dissolution de la Chambre et les élections anticipées. Il mène une campagne électorale sans scrupule en ayant recours aux pressions des préfets[2].
- 16 juin : victoire italienne sur les Mahdistes au combat de Serobeti[3].

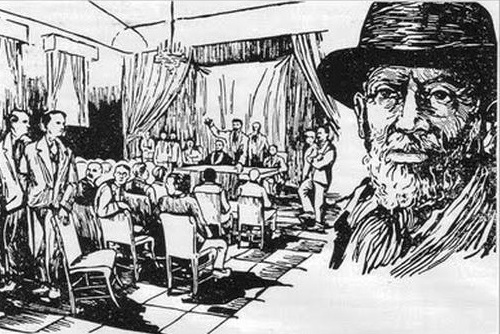
Congrès de fondation du parti socialiste, le 14 août 1892, à la '. Portait de Filippo Turati. Dessin publié dans la Gazzetta del Popolo.

- 14-15 août : lors d’un congrès à Gênes, Filippo Turati, Antonio Labriola, Claudio Treves (it) et Camillo Prampolini fondent le Partito dei Lavoratori Italiani, ancêtre du parti socialiste italien créé en 1895[4]. Il obtient douze sièges au Parlement et développe son Programma minimo qui rallie le mouvement démocratique. Le congrès décrète l’exclusion des anarchistes.
- 6-13 novembre : élection législative[5].
- 23 novembre : ouverture de la XVIIIe législature du royaume d'Italie, présidée par Giuseppe Zanardelli[5].
- 20 décembre : le député radical Napoleone Colajanni dénonce à la Chambre le Scandale de la Banca Romana ; le président du Conseil Giovanni Giolitti ordonne une enquête[6].

- L'Italie exporte pour 13,5 millions de lires (9,5 en 1882). La production agricole a progressé de 6 millions de lires depuis 1882, la production agricole de 4 millions[7].

## Culture

### Opéras créés en 1892
- 20 janvier : La Wally, opéra d'Alfredo Catalani, créé à La Scala de Milan.
- 21 mai : Pagliacci, opéra de Ruggero Leoncavallo, créé au Teatro Dal Verme à Milan.
- 10 novembre : I Rantzau, opéra de Pietro Mascagni créé au Teatro della Pergola à Florence en Italie

## Naissances en 1892
- 4 février : Ugo Betti, magistrat, poète et dramaturge. († 9 juin 1953)
- 31 mars : Primo Magnani, coureur cycliste sur piste, champion olympique de poursuite par équipes aux Jeux olympiques de 1920 à Anvers. († 17 juin 1969)
- 11 avril : Francesca Bertini (Elena Seracini Vitiello, actrice de cinéma de l'époque du cinéma muet. († 13 octobre 1985)
- 29 août : Anna Maria Ciccone, physicienne, professeur à l'Institut de physique de l'université de Pise, connue pour ses recherches dans le domaine de la spectroscopie. († 29 mars 1965)
- 29 novembre : Luigi Russo (it), universitaire italien, titulaire de la chaire de littérature italienne à Florence, puis à Pise, recteur de l’université de Pise et critique littéraire. († 14 août 1961)

## Décès en 1892
- 1er février : Antonio Zòna, 77 ans, peintre dont le style allie le néo-classicisme et le style romanttique. (° 1814)
- 21 mars : Annibale De Gasparis, 72 ans, astronome et mathématicien. (° 9 novembre 1819).
- 1er mai : Francesco Lamperti, 79 ans, musicien, professeur de chant et écrivain. (° 11 mars 1813)